# Arnout Balis
Arnout Balis (Ukkel, 29 juli 1952 -  6 september 2021) was een Belgisch kunsthistoricus gespecialiseerd in de Vlaamse kunst van de 16e en 17e eeuw en internationaal erkend Rubens-kenner.

## Biografie
Arnout Balis studeerde kunstgeschiedenis aan de Rijksuniversiteit Gent bij Roger-Adolf d'Hulst, bij wie hij ook promoveerde in 1983 op basis van zijn uitgebreide studie van jachttaferelen van de hand van Peter Paul Rubens. 
Kort na zijn afstuderen ging hij in Antwerpen aan de slag bij het Nationaal Centrum voor de Plastische Kunsten van de 16de en de 17de eeuw, waar hij meewerkte aan de meerdelige oeuvrecatalogus van Rubens, het Corpus Rubenianum Ludwig Burchard. Deze mammoetonderneming – eenmaal voltooid zal het CRLB ruim vijftig boekdelen omvatten – werd gefinancierd door het Nationaal Fonds voor Wetenschappelijk Onderzoek. Toen de middelen voor het project opdroogden lag Balis in 2010 mede aan de basis van Rubenianum Fund, een particulier initiatief opgericht onder de vleugels van de Koning Boudewijnstichting, dat het project verder zou financieren. Het Nationaal Centrum werd bij die gelegenheid omgedoopt tot het centrum Rubenianum, met Arnout Balis als voorzitter en stuwende kracht, en de ambitie om het CRLB tegen 2024 te voltooien.
- Biblioteca Nacional de España: XX4995211
- Bibliothèque nationale de France: cb12059871c (data)
- CiNii: DA01413312
- Gemeinsame Normdatei: 1029886539
- International Standard Name Identifier: 0000 0001 1687 6507
- Library of Congress Control Number: n86017315
- Nationale Bibliotheek van Tsjechië: jo2016900514
- Nationale Bibliotheek van Israël: 987007279427905171
- Nederlandse Thesaurus van Auteursnamen: 074362895
- Système universitaire de documentation: 028848136
- Trove: 1094255
- Virtual International Authority File: 93435741
- WorldCat: E39PBJyhgcTgYcV3WMgK4Y8V4q